# Tångeråsa kyrka

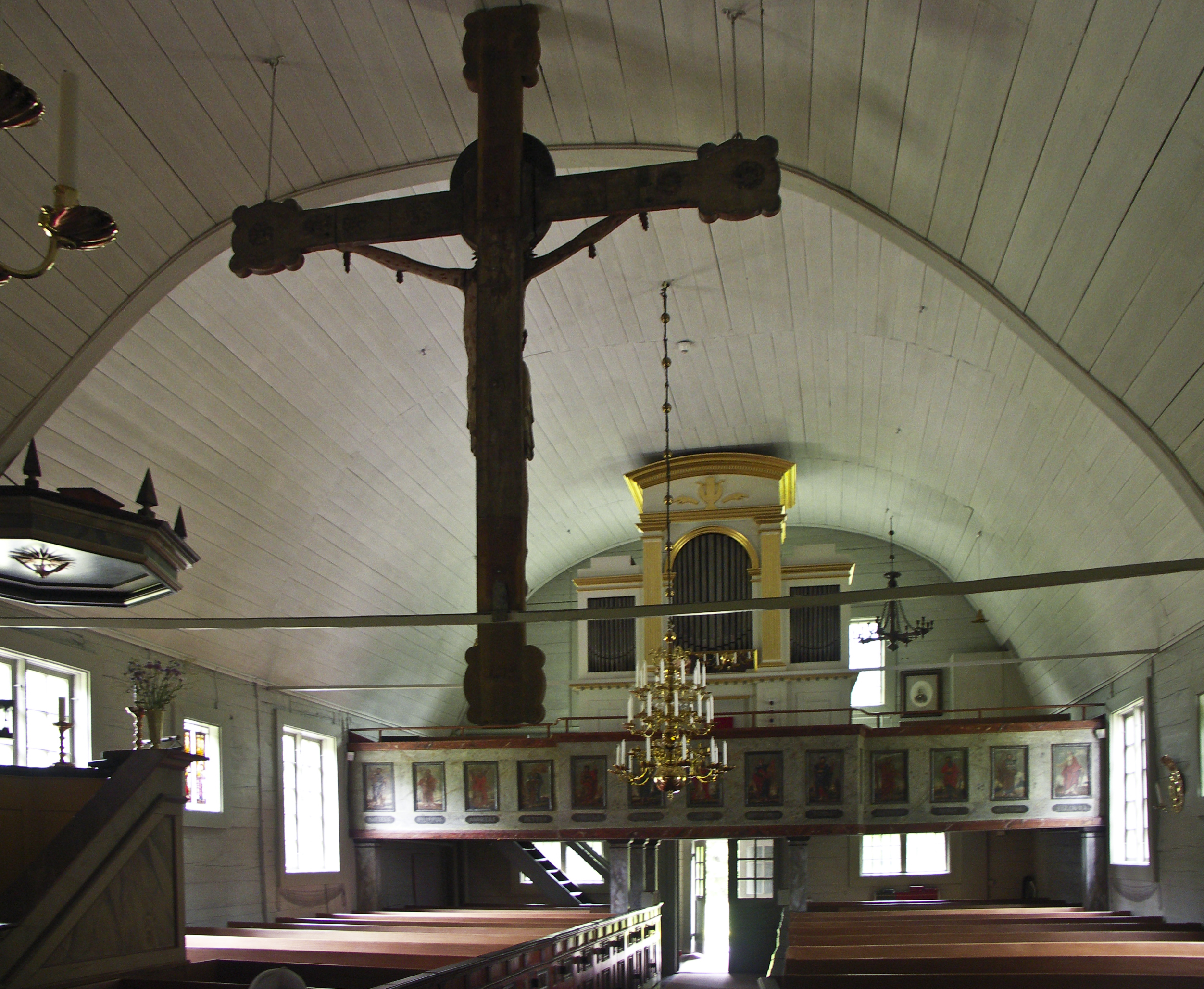
interiör i skeppet, mot läktaren och orgeln

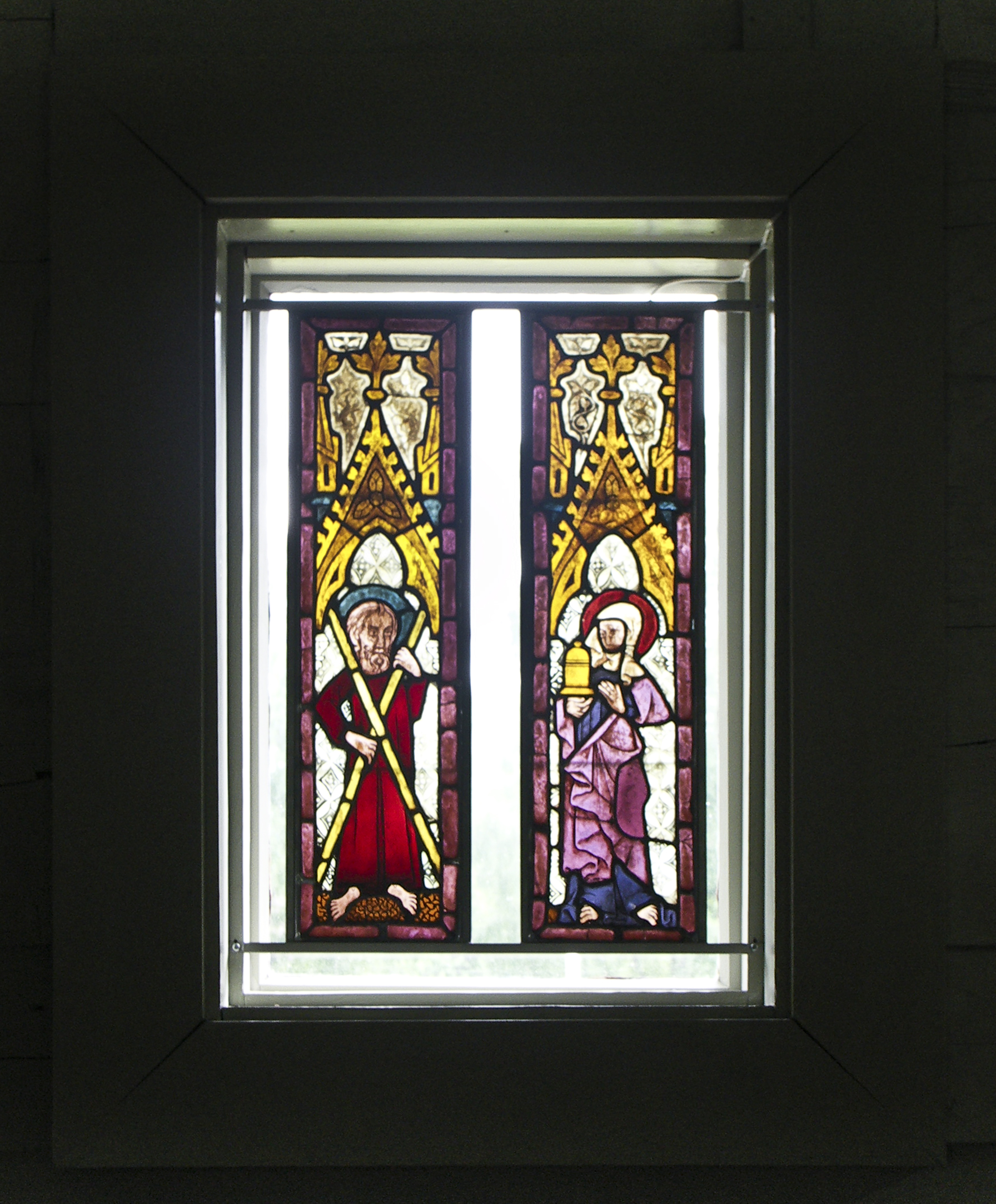
medeltida glasmålningar

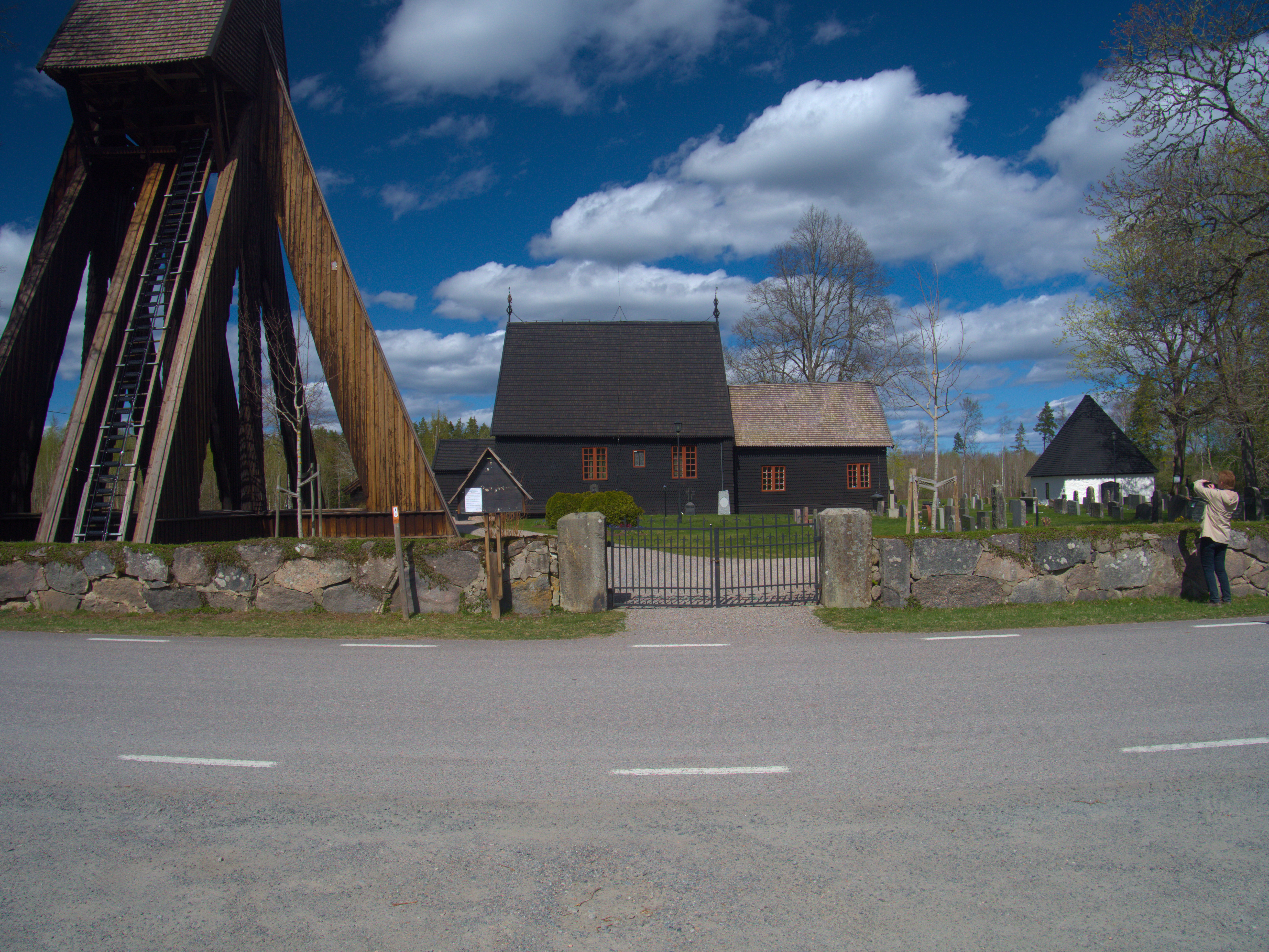
Tångeråsa gamla träkyrka

Tångeråsa kyrka är en kyrkobyggnad i Tångeråsa socken i Lekebergs kommun i Strängnäs stift. Det är en av Sveriges bäst bevarade medeltida timmerkyrkor och en av de äldsta träkyrkorna i världen.

## Kyrkobyggnaden
Kyrkans äldsta del är koret som uppfördes i slutet av 1290-talet. Långhuset tillkom på 1340-talet. Sakristian av sten tillkom någon gång under perioden 1455-1460. Nuvarande vapenhus uppfördes 1805 i samband med bygget av nuvarande läktare. I sin nuvarande form består träkyrkan av långhus med långt kor i öster och ett litet vapenhus i väster. Norr om koret finns en murad sakristia. Alla byggnadsdelar har sadeltak som är täckta med spån. Kyrkorummets tak är täckta med tunnvalv av trä.
En fristående klockstapel av trä är byggd 1659 och har fått elektrisk klockringning installerad 1971. I klockstapeln hänger en av Närkes största medeltida kyrkklockor (gjuten någon gång mellan 1480 och 1495), tilldelad kyrkan på befallning av biskop Kort Rogge. I stapeln hänger även en mindre klocka. Enligt en inskription på klockan är den gjuten 1703 och ersatte en klocka som togs ned 1531.

## Inventarier
Två medeltida glasmålningar är från 1300-talet. Altaruppsatsen i senbarock är från 1739. Predikstolen är från 1641 och har bilder av de fyra evangelisterna. Dopfunten av sandsten är daterad till mitten av 1200-talet. I triumfbågen mellan kor och långhus hänger ett stort triumfkrucifix från början av 1400-talet. På norra korväggen hänger ett mindre processionskrucifix som är daterat till 1300-talet.

## Orgel
Kyrkans orgel är bevarad i närmast ursprungligt skick och är den näst äldsta i Strängnäs stift. Den nuvarande mekaniska orgeln byggdes 1805 av instrument- och spelurmakaren Pehr Strand i Stockholm, och restaurerades senast 1982 av J. Künkels Orgelverkstad. Orgeln har tio stämmor, och ett tonomfång på 54/20 (10 toner självständig pedal). Alla fasadens pipor är ljudande (Principal 8' b-h1, Principal 4' C-c1).
| Manual           | Pedal       |  |
| Borduna 16' B/D  | Borduna 16' |  |
| Principal 8' B/D |             |  |
| Gedackt 8'       |             |  |
| Principal 4'     |             |  |
| Fleut 4'         |             |  |
| Quinta 3'        |             |  |
| Octava 2'        |             |  |
| Scharff 3 chor   |             |  |
| Trompet 8' B/D   |             |  |

### Diskografi
Inspelningar av musik framförd på kyrkans orgel.
- Klanger från fyra sekel : orglar i Strängnäs stift / Melin, Markus, orgel. CD. Svenska kyrkan. Nummer saknas. 2011.

### Webbkällor
- byggnadspresentation
- Edsbergs församling informerar